# Rock for Light
Rock for Light (рус. Рок-музыка  как светило) — второй полноформатный студийный альбом американской хардкор-панк группы Bad Brains, выпущенный 15 апреля 1983 года на лейбле Passport Records в формате винил. Альбом является первым «настоящим» релизом группы, так как предыдущая пластинка Bad Brains издана на кассетах. Продюсером альбома выступил Рик Окасек — вокалист и гитарист нью-вейв группы The Cars. Альбом был записан в студии Synchro Sound в Бостоне.
В 1987 году альбом был переиздан в формате CD на лейбле PVC Records. А в 1991 году альбом был переиздан лейблом Caroline Records. Ремиксом альбома занимались Рик Окасек и бас-гитарист группы Дэррил Дженифер. Эта версия альбома весьма отличается от оригинального издания; CD-издание намного дольше по времени, чем оригинальное. Список композиций также претерпел изменения: так позиции большинства песен были изменены, были добавлены бонус-треки. Из-за увеличенной скорости композиций, высота звука в альбоме повышена на полтона.

## Об альбоме
В качестве музыкального продюсера записи выступил гитарист и вокалист группы The Cars Рик Окасек. Пластинка содержит значительное количество повторно записанных песен, входивших в 1982 году в дебютный альбом Bad Brains, распространявшийся на кассетах. Rock for Light является последним альбомом Bad Brains, выполненным в стилистике жанров регги и хардкор-панк, поскольку в конечном счёте музыканты будут экспериментировать с такими направлениями, как фанк, хэви-метал и соул.

## Отзывы критиков
В основном Rock for Light получил положительные отзывы музыкальных критиков и музыкантов альтернативной сцены. Критик ресурса AllMusic Рик Андерсон особо отмечал уникальный синтез панка и растаманской идеологии. Курт Кобейн цитировал эту пластинку в списках пятидесяти лучших альбомов всех времён по версии группы Nirvana.

## Список композиций
Слова и музыка всех песен — Bad Brains.
| №                   | Название                           | Длительность |
| ------------------- | ---------------------------------- | ------------ |
| 1.                  | «Coptic Times»                     | 2:11         |
| 2.                  | «Attitude»                         | 1:12         |
| 3.                  | «We Will Not»                      | 1:39         |
| 4.                  | «Sailin' On»                       | 1:50         |
| 5.                  | «Rally 'Round Jah Throne»          | 4:39         |
| 6.                  | «Right Brigade»                    | 2:13         |
| 7.                  | «F.V.K.»                           | 1:00         |
| 8.                  | «Riot Squad»                       | 2:07         |
| 9.                  | «The Meek Shall Inherit the Earth» | 3:35         |
| 10.                 | «Joshua's Song»                    | 0:33         |
| 11.                 | «Banned in D.C.»                   | 2:03         |
| 12.                 | «How Low Can a Punk Get?»          | 1:55         |
| 13.                 | «Big Takeover»                     | 2:35         |
| 14.                 | «I and I Survive»                  | 5:17         |
| 15.                 | «Destroy Babylon»                  | 1:23         |
| 16.                 | «Rock for Light»                   | 1:40         |
| 17.                 | «At the Movies»                    | 2:18         |
| Общая длительность: | Общая длительность:                | 38:18        |

| №                   | Название                            | Длительность |
| ------------------- | ----------------------------------- | ------------ |
| 1.                  | «Big Takeover»                      | 2:29         |
| 2.                  | «Attitude»                          | 1:09         |
| 3.                  | «Right Brigade»                     | 2:07         |
| 4.                  | «Joshua's Song»                     | 0:32         |
| 5.                  | «I and I Survive»                   | 5:13         |
| 6.                  | «Banned in D.C.»                    | 1:57         |
| 7.                  | «Supertouch»                        | 2:20         |
| 8.                  | «Destroy Babylon»                   | 1:19         |
| 9.                  | «F.V.K. (Fearless Vampire Killers)» | 0:58         |
| 10.                 | «The Meek»                          | 3:37         |
| 11.                 | «I»                                 | 1:55         |
| 12.                 | «Coptic Times»                      | 2:06         |
| 13.                 | «Sailin' On»                        | 1:45         |
| 14.                 | «Rock for Light»                    | 1:36         |
| 15.                 | «Rally 'Round Jah Throne»           | 3:58         |
| 16.                 | «At the Movies»                     | 2:16         |
| 17.                 | «Riot Squad»                        | 1:59         |
| 18.                 | «How Low Can a Punk Get?»           | 1:49         |
| 19.                 | «We Will Not»                       | 1:34         |
| 20.                 | «Jam»                               | 1:15         |
| Общая длительность: | Общая длительность:                 | 42:04        |

## Участники записи
| Bad Brains - Пол Д. Хадсон (aka H.R.) — вокал - Гэри Миллер (aka Dr. Know) — бэк-вокал, гитара, клавишные - Дэррил Дженифер — бэк-вокал, бас-гитара, клавишные, перкуссия - Эрл Хадсон — бэк-вокал, перкуссия, барабаны | Производственный персонал - Рик Окасек — продюсер - Иэн Тэйлор — звукорежиссёр |